# 田中光
田中光，中華民國外交官，曾任中華民國外交部政務次長、國防安全研究院董事，現任駐荷蘭代表。

## 經歷
1975年，畢業於天主教輔仁大學英文系。畢業於外語專業後，田中光一開始想要從事海員、空服員的工作，因爲暈船放棄從事海員，後進入航空公司擔任地勤，在此期間目睹民衆在松山機場抗議中華民國與美國斷交，令他印象深刻，從而報考外交特考。
1981年至1985年，任外交部薦任科員。1985年至1992年，任駐休士頓辦事處秘書。
1992年，取得美國聖湯瑪士大學工商管理碩士。
2020年7月24日就任，任外交部政務次長兼外交及國際事務學院院長。2024年8月18日，專任政務次長。隔年1月獲任命駐荷蘭台北代表處代表，政務次長由前國防安全研究院執行長陳明祺接任。